# Henry Spread
Henry Fenton Spread, född 1844 i Kinsale på Irland, död 1890, var en brittisk genre- och porträttmålare.
Spread bedrev några år sina studier i South Kensingtons skolor, där han erhöll flera priser, samt utbildade sig senare i akvarellmålning under William Rivière och Henry Warren. Sedan han ytterligare ett år (1863) varit elev av Ernest Slingeneyer i Bryssel, for han till Australien, målade i Melbourne flera tavlor, företog därifrån resor till Nya Zeeland och Tasmanien samt slog sig 1870 ned i Chicago, där han blev medlem av akademien för teckning. Till hans mer betydande tavlor hör: Barden, Giftermålstankar, Det ur sin aska åter uppväxande Chicago.